# Dysschema holofernes
Dysschema holofernes là một loài bướm đêm thuộc phân họ Arctiinae, họ Erebidae.